# Galerie de la petite chaussée
La Galerie de la petite chaussée est une galerie ou "faux tunnel" ferroviaire construite en 1925 sur l'ancienne ligne à voie métrique de Collinée à Dinan, exploitée par le réseau départemental des chemins de fer des Côtes-du-Nord. Elle est située sur la commune de Jugon-les-Lacs, et traverse la digue d'un ancien lac. Elle est construite en éléments de béton armé préfabriqués. C'est un des rares tunnels du réseau. Elle est précédée d'un petit pont en béton qui traverse l'Arguenon. La ligne est fermée en 1937.

## Caractéristiques
- Nature de l'ouvrage : faux tunnel
- Longueur : 20 m.
- Section carrée en éléments de béton armé préfabriqués.

Au XXIe siècle, la galerie demeure ; une de ses entrées est condamnée.